# بانک ولز
بانک ولز (انگلیسی: Bank of Wales) شرکت خدمات مالی و بانکداری اسکاتلندی است، که در سال ۱۹۷۱ تأسیس شد.